# Markku Markkula
Markku Markkula (ur. 15 lipca 1950 w Kolari) – fiński polityk, inżynier i samorządowiec, deputowany do Eduskunty, przewodniczący Komitetu Regionów w kadencji 2015–2017.

## Życiorys
Absolwent Technicznego Uniwersytetu Helsińskiego (1979). Pracował na macierzystej uczelni, później związany z Uniwersytetem Aalto. Był także dyrektorem instytucji z branży szkoleniowej oraz sekretarzem generalnym międzynarodowego stowarzyszenia IACEE, zajmującego się edukacją inżynierów.
Działacz Partii Koalicji Narodowej, był m.in. przewodniczącym partyjnej organizacji studenckiej, przewodniczącym struktur regionalnych i członkiem zarządu partii. Od początku lat 80. wybierany na radnego miejskiego w Espoo. W latach 1990–1992 był przewodniczącym rady miejskiej, ponownie funkcję tę objął w 2010. W latach 1995–2003 sprawował mandat posła do Eduskunty.
W 2010 został członkiem Komitetu Regionów, pełnił funkcję pierwszego wiceprzewodniczącego frakcji Europejskiej Partii Ludowej. W lutym 2015 wybrany na przewodniczącego komitetu na okres dwuipółletniej kadencji.